# Harry Keough
Harry Joseph Keough (ur. 15 listopada 1927 w Saint Louis, Missouri, zm. 7 lutego 2012 tamże) – amerykański piłkarz, obrońca. Uczestnik mistrzostw świata w 1950 roku. Dwukrotny zdobywca U.S. Open Cup oraz siedmiokrotny National Amateur Cup czempion. Jego nazwiskiem została nazwana nagroda dla najlepszego piłkarza i najlepszej piłkarki w klubie Saint Louis Billikens. Nagrodę tę ustanowił jego syn – Ty Keough.

## Kariera
Keough zaczynał karierę w juniorskiej drużynie z Saint Louis – St. Louis Schumachers. W 1946 r. trafił do seniorskiego San Francisco Barbarians. Dwa lata później trafił do Paul Schulte Motors. Następnie w latach 1949-61 został wypożyczany do amatorskich klubów z St. Louis: St. Louis McMahon, St. Louis Raiders oraz St. Louis Kutis. W roku 1950 został powołany do kadry na MŚ 1950, które odbywały się w Brazylii. Rozegrał tylko jeden mecz, przeciwko reprezentacji Anglii, w którym to Stany zwyciężyły 1-0 (tzw. Cud na trawie). Następnie w latach 1952-56 występował na igrzyskach olimpijskich. W latach 1954–58 grywał w kwalifikacjach MŚ. Jego ostatnim meczem było spotkanie przeciwko Kanadzie, w którym Amerykanie ponieśli porażkę 2-3 (6 lipca 1957). W latach 1967–82 trenował dwie drużyny: Florissant Valley Community College oraz St. Louis University. W 1976 r. został wcielony w szeregi National Soccer Hall of Fame. W filmie biograficznym pt. Gra ich życia z 2005 r. Harry’ego Keougha zagrał Zachery Ty Bryan.